# Новолаки
Новолаки (новолачные смолы) — тип термопластичных феноло-формальдегидных смол, продукт поликонденсации формальдегида с избытком фенола.
Новолаки не содержат реакционноспособных групп и не отверждаются при нагревании в отсутствие специальных агентов (например, гексаметилентетрамина).
Обычно новолаки получают конденсацией фенола или смеси пара- и мета-крезолов с формальдегидом в виде формалина в присутствии кислого катализатора, например, щавелевой кислоты, преимущество которой состоит в том, что её затем легко удалить разложением при нагревании.  Степень полимеризации новолаков составляет 20-40. Плотность мостиковых связей определяется условиями полимеризации, соотношением м- и п-крезолов в исходной смеси и соотношением метиленовых звеньев к крезольным, и составляет обычно около 15%.
Свежеполученные новолаки имеют малый молекулярный вес и термопластичны. Их отверждение достигается добавкой избытка формальдегида или, чаще, веществ, которые при нагревании разлагаются на формальдегид.
Новолаки находят применение в производстве лаков, абразивных инструментов, прессматериалов. В качестве прессматериалов используют порошки новолаковых смол с наполнителем, которые прессуют в формах при нагревании с отверждающим агентом. Особое значение новолаки имеют в микроэлектронике как фоторезисты. Применяются как адгезивы в резинах.
Название происходит от лат. novo - новый и швед. lack - лак, потому что первым предполагаемым применением этих новоизобретённых полимеров посчитали замену натуральных лаков, например, копалового.